# موريس موريتز
موريس موريتز هو دراج بلجيكي، ولد في القرن التاسع عشر في نامور في بلجيكا، وتوفي في القرن العشرين.

## وصلات خارجية
- موريس موريتز على موقع أرشيف الدراجات (الإنجليزية)
- موريس موريتز على موقع إحصائيات الدراجات الإحترافية (الإنجليزية)